# Douleur abdominale
 (juillet 2017).
Une douleur abdominale (ou mal de ventre) peut être l'un des symptômes associés à des troubles passagers  ou à une maladie grave. Établir un diagnostic définitif de la cause des douleurs abdominales d'un patient peut être assez difficile, vu le nombre de maladies susceptibles de comporter ce symptôme.

## Introduction
Une douleur abdominale est traditionnellement décrite par sa chronicité (aiguë ou chronique), son évolution au cours du temps, sa nature (modérée, intense, coliques), sa distribution (par diverses méthodes, telles le quadrant abdominal — quadrant supérieur gauche, quadrant inférieur gauche, quadrant supérieur droit, quadrant inférieur droit — ou d'autres méthodes qui divisent l'abdomen en neuf sections), et par la caractérisation des facteurs qui l'aggravent ou la rendent moins importante.

## Approches
Vu les divers systèmes d'organes représentés dans l'abdomen, une douleur abdominale concernera le médecin généraliste, les chirurgiens, les internistes, les urgentistes, les pédiatres, les gastro-entérologues, les urologues et les gynécologues. Dans certains cas, s'il s'agit d'une cause rare, des patients sont amenés à consulter plus d'un spécialiste avant l'établissement d'un diagnostic adéquat (par exemple douleur abdominale fonctionnelle chronique).

## Causes notables
- Inflammation du péritoine due :

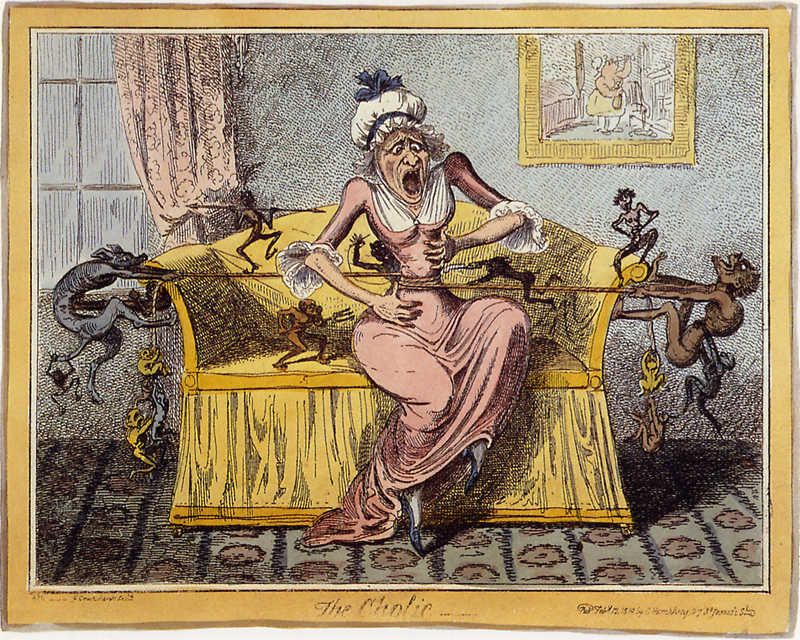
Coliques, dessin de George Cruikshank (1819).

  - soit à une infection par perforation d'un organe infecté : par exemple l'appendice dans l'appendicite ou encore une complication d'une salpingite ;
  - soit à une irritation par une substance organique : la perforation d'un ulcère gastrique ou peptique, la pancréatite, rupture du follicule ovarien ;
  - autres : la fièvre familiale méditerranéenne.
- Inflammation de la muqueuse intestinale dans la maladie de Crohn, les ulcères coliques, les diverticulites, les gastro-entérites.
- Allergique : intolérance au lactose, Psilosis cœliaque.
- Auto-immune : sarcoïdose, vascularite.
- Obstruction mécanique d'un viscère tel que l'intestin grêle (occlusion), le côlon, les voies biliaires (ex. : lithiase), les uretères (ex. : calcul urinaire).
- Vasculaire (souvent signe d'une complication ischémique) : embolie, thrombose, rupture d'anévrisme, torsion occlusive (volvulus), anémie.
- Plaie abdominale : déchirure du mésentère, traumatisme musculaire, infection musculaire, diverticulite (rare).
- Distension d'un viscère dans sa capsule : rein, foie ou rate.
- Irradiation d'une douleur thoracique (pneumonie, infarctus du myocarde, maladie coronarienne), des racines (radiculalgie secondaire à une arthrose), génitale (torsion du testicule).
- Désordres métaboliques : empoisonnement, morsure d'une veuve noire (araignée), urémie, acidocétose diabétique, porphyrie, déficience en inhibiteur de la C1-estérase, déficience en adrénaline.
- Douleur neurogène : dégénerescence neuronale, zona, maladie de Lyme.
- Fonctionnel : syndrome d'irritation de l'intestin.
- Primo-infection du VIH.
- Toxique : Syndrome cannabinoïde
- Endométriose

- Danger de mort après absorption d'aliments périmés